# Ballo mascherato all'Opéra
Ballo mascherato all'opéra (Bal masqué à l'opéra) è un dipinto a olio su tela realizzato nella primavera del 1873 dal pittore pre-impressionista francese Édouard Manet. La tela è conservata alla National Gallery of Art di Washington.

## Storia
L'artista compì numerosi schizzi preparatori sul posto, quindi realizzò l'opera nel suo atelier, situato in rue d'Amsterdam, dove si era appena trasferito.
La tela è appartenuta al celebre cantante d'opera Jean-Baptiste Faure, che era un collezionista delle opere di Manet. È stata donata nel 1982 alla National Gallery dal signor Horace Havemeyer.
Considerato troppo naturalistico, questo quadro fu rifiutato per l'esposizione del Salon del 1874.

## Descrizione
Questa tela richiama l'altra sua opera Musica alle Tuileries, realizzata più di dieci anni prima. Come in quel quadro, anche in questo Manet ha inserito diversi dei suoi amici, che posarono in studio per lui. Si può ad esempio riconoscere il compositore Emmanuel Chabrier e il collezionista Hecht.
L'opera gioca sui contrasti tra i colori all'interno di una folla di uomini e qualche donna completamente vestiti in nero e le maschere, abbigliate in maniera stravagante. 
Il teatro dell'opéra che è raffigurato nella tela era situato al numero 12 di rue Le Peletier nel nono arrondissement. Esso deve esser stato completamente raso al suolo da un incendio lo stesso anno in cui Manet dipinse questo quadro. 